# Corne Erasmus
Corne Erasmus (ur. 18 stycznia 1983) – południowoafrykański zapaśnik walczący w obu stylach.
Srebrny i brązowy medalista igrzysk afrykańskich w 2003. Mistrz Afryki w 2003. Brązowy medalista mistrzostw Wspólnoty Narodów w 2005 roku.